# Vuelta a Bélgica amateur
La Vuelta en Bélgica amateur era una carrera ciclista por etapas que se disputaba anualmente en Bélgica. Estaba reservada a ciclistas de categoría amateur a diferencia de la Vuelta a Bélgica en la que compiten ciclistas profesionales.

## Palmarés
| Año  | Ganador              | Segundo               | Tercero               |
| ---- | -------------------- | --------------------- | --------------------- |
| 1906 | Frédéric Rigaux      | Aubain Dochain        | François Verstraeten  |
| 1907 | Charles Cruchon      | Abel De Vogelaere     | Adrien Kranskens      |
| 1908 | Alfons Lauwers       | Guillaume Coeckelberg | Michel Debaets        |
| 1909 | Paul Deman           | René Anno             | Félicien Salmon       |
| 1910 | Jacques Coomans      | Joseph Vandaele       | Joseph Matagne        |
| 1934 | Joseph De Berlanger  | François Adam         |                       |
| 1935 | Médard Barbé         |                       |                       |
| 1936 | Leon Troch           |                       |                       |
| 1937 | Jozef Van den Broeck |                       |                       |
| 1938 | Jozef Van den Broeck | Van Rethy             | Plutard Van Herzele   |
| 1947 | Frans Gielen         | Théodore Lossie       | Alois De Hertog       |
| 1948 | Léon De Lathouwer    | Armand Baeyens        | Aloïs Van Peer        |
| 1949 | Gilbert Vermote      | Willy Geers           | Eduard Van Ende       |
| 1950 | Roger Vuylsteke      | André Vlayen          | Emile De Bruyne       |
| 1951 | Noël Malfait         | Henri Denys           | Odiel Vandecasteele   |
| 1952 | Frans Vande Wiele    | René Desmet           | Jos Hinsen            |
| 1953 | Chris Huygens        | Odiel Vanderlinden    | Gustaaf Verschuren    |
| 1954 | Maurice Vandendaele  | René Van Meenen       | Roger Batslé          |
| 1955 | Norbert Kerckhove    | Michel Van Aerde      | Rik Luyten            |
| 1956 | Constant Verhaert    | Lié Van Haesebroeck   | Frans Van den Bosch   |
| 1957 | Ludo de Bruyne       | Constant De Keyser    | Frans De Mulder       |
| 1958 | Louis Van Huyck      | Emile Daems           | Eugene Van den Broeck |
| 1959 | Alfons Dits          | Frans Brands          | Willy Derboven        |
| 1960 | Roger de Coninck     | Rene Timmermans       | Andre Claeys          |
| 1961 | Roger de Breuker     | Frans Melckenbeeck    | Victor Van Schil      |
| 1962 | Guillaume Ivens      | Jozef Timmerman       | Guido Reybrouck       |
| 1963 | Theo Verschueren     | Jos Huysmans          | Roger Croonenborghs   |
| 1964 | Herman Van Springel  | Henri Pauwels         | Gerben Karstens       |
| 1965 | Noël Van Clooster    | Jozef Boons           | Roger Rosiers         |
| 1966 | Harry Steevens       | Roger Rosiers         | Ole Ritter            |
| 1967 | Wilfried David       | Edouard Weckx         | Fedor den Hertog      |
| 1968 | Roger De Vlaeminck   | Ronny Van de Vijver   | Englebert Opdebeeck   |
| 1969 | Fedor den Hertog     | Jan Van de Wiele      | Etienne Antheunis     |
| 1970 | Adri Duycker         | Ludo Van Der Linden   | Wim Bravenboer        |
| 1971 | Marcel Sannen        | Louis Verreydt        | Adri Duycker          |
| 1972 | Gregoire Van Moer    | Roger De Beukelaer    | Thomas Huschke        |
| 1982 | Rudy Rogiers         | Stefan Aerts          | Rudy Dhaenens         |
| 1983 | Jair Braga           | Luc Branckaerts       | Johan Gavart          |
| 1984 | Ferdi Dierickx       | André Meuwissen       | Frank Van De Vijver   |
| 1986 | Rudi Van Der Haegen  | Johan Bruyneel        | Bob Rasenberg         |
| 1987 | Viatcheslav Ekimov   | Alexandr Krasnov      | Frank Van Den Abeele  |
| 1988 | Dmitry Nelyubin      | Sergueï Khmelinin     | Alexandr Krasnov      |
| 1989 | Thomas Barth         | Olaf Ludwig           | Michel Stasse         |
| 1990 | Dmitry Nelyubin      | Evgueni Berzin        | Jürgen Werner         |
| 1991 | Dany Alaerts         | Danny In 't Ven       | Stancho Stanchev      |
| 1992 | Rufin De Smet        | Frank Corvers         | John den Braber       |
| 1993 | Danny Dierckx        | Dirk Roosen           | Wim Feys              |
| 1994 | Wim van de Meulenhof | Danny In 't Ven       | Gert Vanderaerden     |

## Palmarés por países
| País            | Victorias |
| --------------- | --------- |
| Bélgica         | 37        |
| Países Bajos    | 4         |
| Unión Soviética | 3         |
| Francia         | 2         |
| Brasil          | 1         |
| Alemania        | 1         |